# Läskpapper

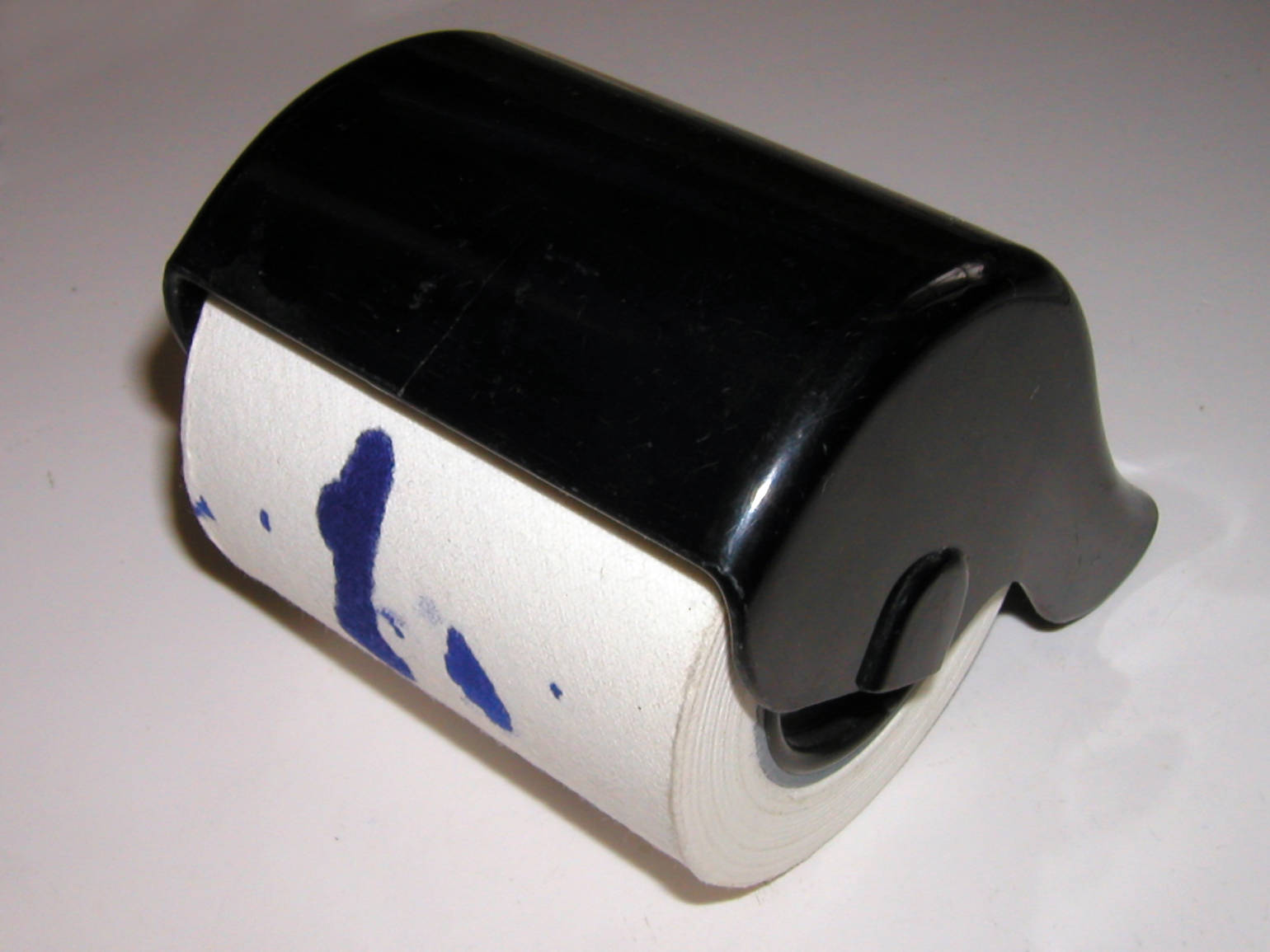
Läskpapper på en rulle.

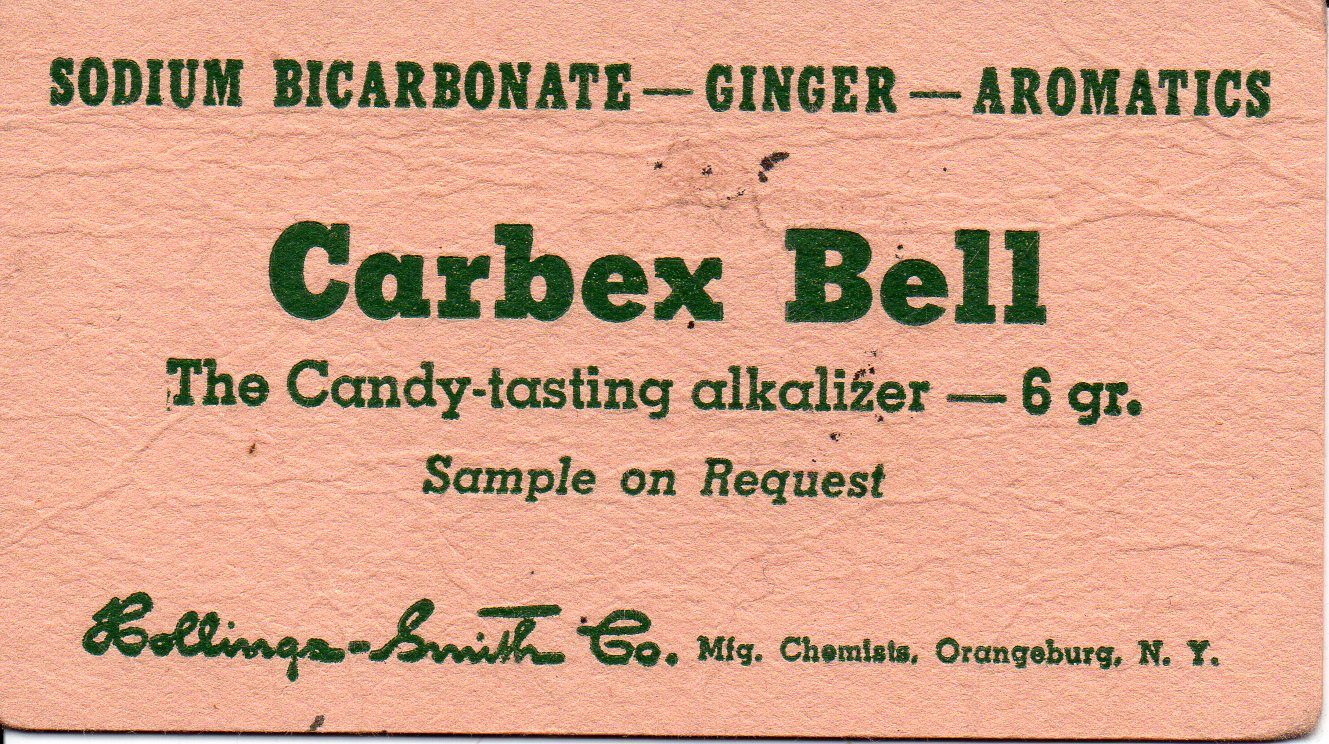
Läskpapper med reklamtryck.

Läskpapper är ett tjockt, mycket poröst och olimmat papper med stor förmåga att snabbt suga upp vatten. Ursprungligen användes det till att suga upp droppar av bläck eller tusch från papper, särskilt på den tiden bläckpennor med flytande bläck var vanligare.
Före läskpapperets tid användes fin sand som ströddes över det skrivna och som sög upp överflödigt bläck, varefter man skakade av eller blåste bort den.[källa behövs] Man hade sanden i särskilda små dosor med hål i locket.[källa behövs]
Om man ska torka och pressa växter till ett herbarium lägger man växten mellan läskpapper i växtpressen för att de ska suga upp växtsafterna. 
Frimärks- och etikettsamlare brukar använda läskpapper för att torka märken/etiketter som lossats från föremål genom blötläggning.
På 1950-talet gjordes läskpapper med reklamtryck i små häften som man kunde bära med sig i plånboken och ungdomar samlade på dessa. När kulspetspennan blev billigare omkring 1960 upphörde trenden.